# Obudowa komputera

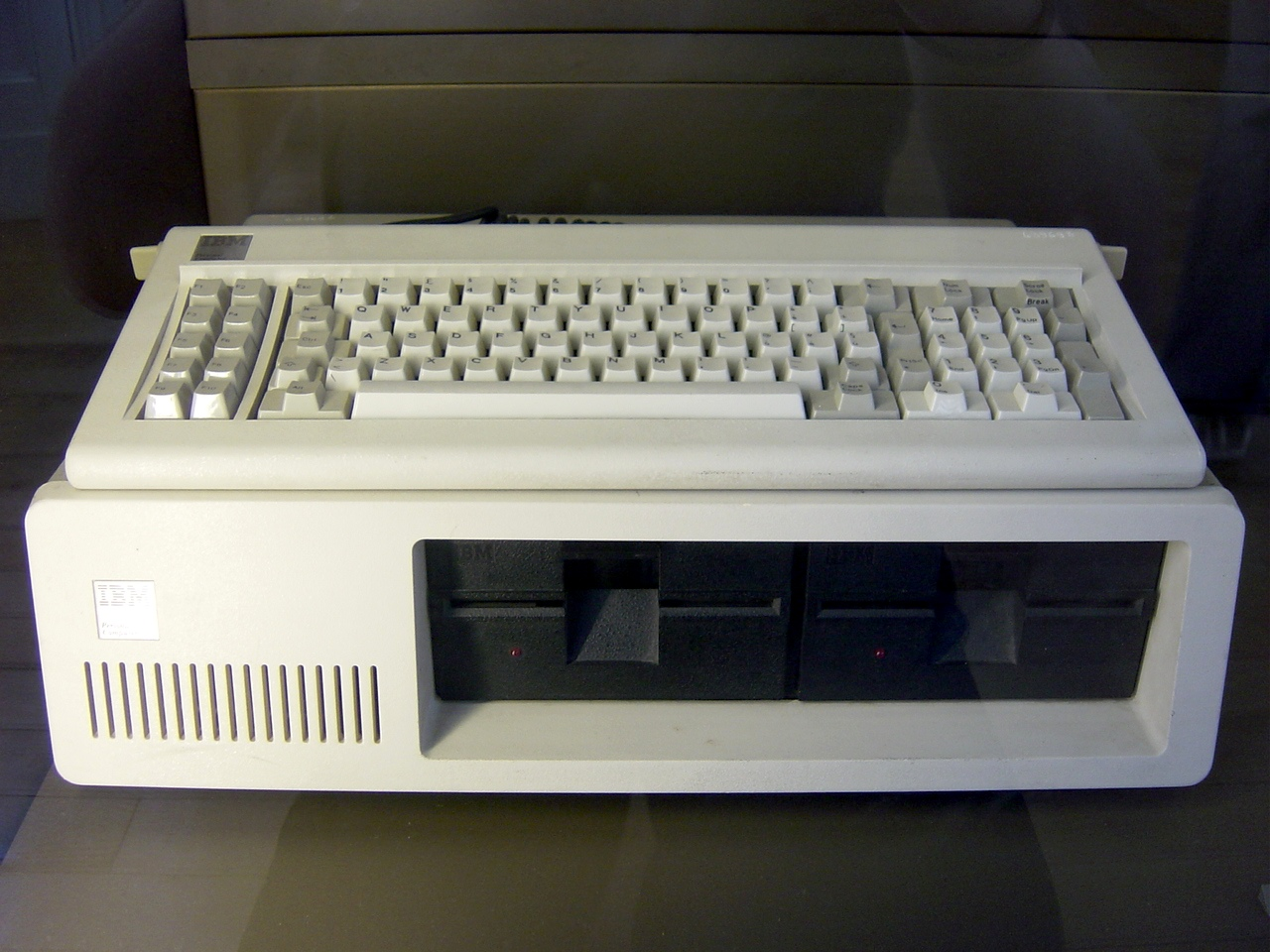
Obudowa desktop i klawiatura

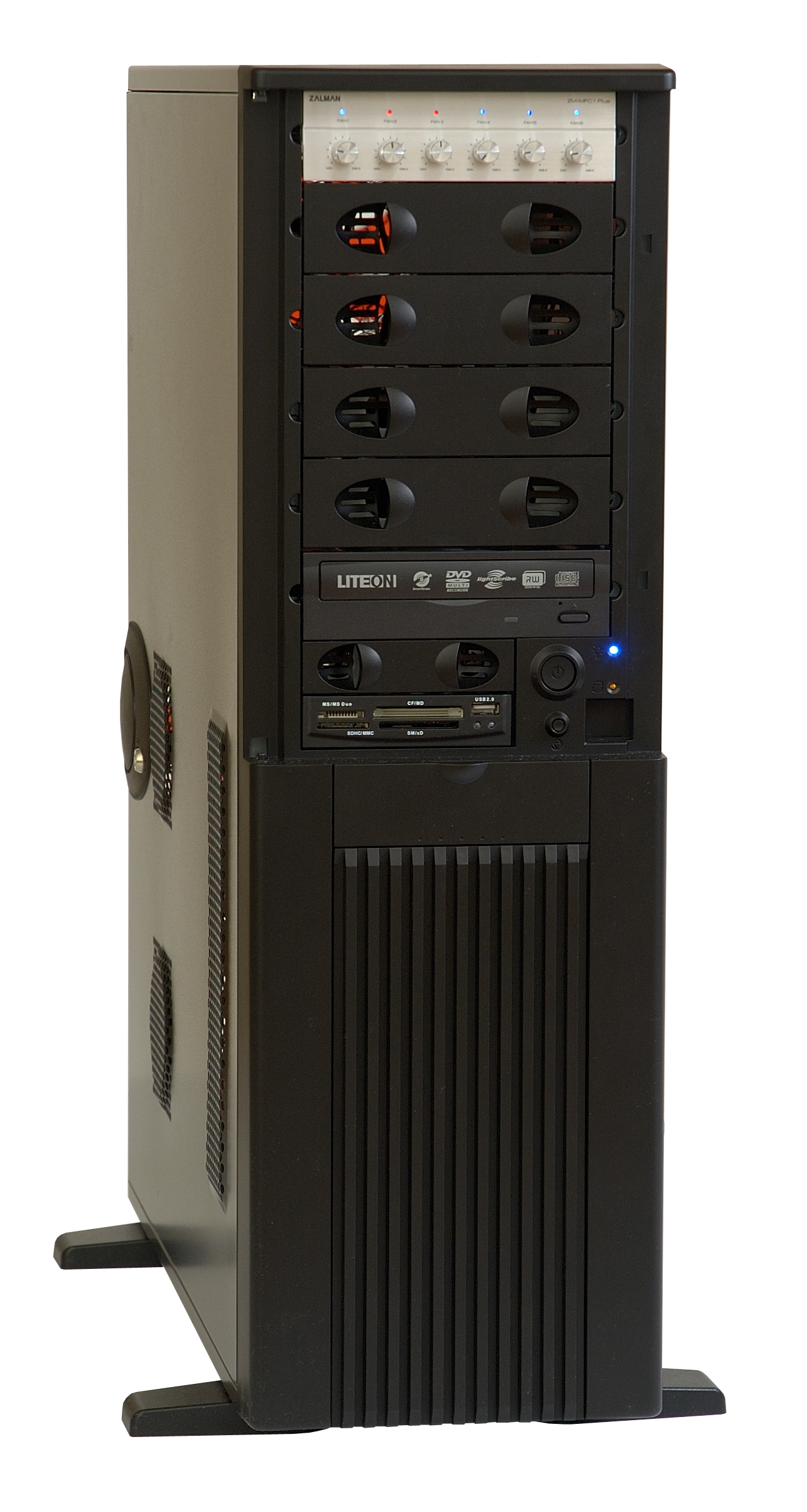
Tower

Obudowa komputera – najczęściej metalowa (stalowa lub aluminiowa) zamknięta skrzynka w formie prostopadłościanu z elementami plastikowymi, umożliwiająca umieszczenie i zamocowanie najważniejszych elementów komputera. Niektóre obudowy posiadają wbudowany zasilacz komputera lub filtry kurzu.

## Rozmiary i kształty
Obudowy komputerów typu PC różnią się od siebie wymiarami i kształtem oraz architekturą. Pod względem wymiarów i kształtów można obecnie rozróżnić dwa podstawowe rodzaje obudów komputera – desktop oraz tower – natomiast pod względem architektury są to cztery typy: AT, ATX, NLX, Mini-PC oraz nowsze BTX i ITX.

### Obudowa typu desktop
Obudowa skonstruowana tak, by umożliwić postawienie na niej monitora i co stanowiło jej zaletę w erze korzystania z monitorów kineskopowych. Jej charakterystyczny płaski kształt ogranicza przestrzeń wewnątrz takiej obudowy, co utrudnia lub uniemożliwia rozbudowę komputera o nowe, wewnętrzne urządzenia, przez co zawęża się zakres zastosowań.

### Obudowy typu tower
Stojąca obudowa komputera o kształcie wysokiego wąskiego prostopadłościanu. Dzieli się na trzy rodzaje różniące się rozmiarami:
- mini tower – najmniejsza obudowa typu tower. Ma najmniejszą z nich pojemność i umożliwia montaż dwóch małych (stacja dyskietek) i dwóch dużych (napęd CD-ROM) napędów.
- midi tower – średnia obudowa typu tower. Najczęściej stosowana, stanowi rozsądne rozwiązanie dla typowych zastosowań komputera. Umożliwia montaż 2 małych i 3-4 dużych napędów.
- big tower – największa obudowa typu tower, najczęściej stosowana w serwerach. Umożliwia montaż dwóch małych i pięciu dużych napędów oraz dodatkowych dysków twardych.

## Przeznaczenie, konstrukcja i funkcje
Podstawowymi celami stosowania obudowy komputera jest zarówno ochrona najważniejszych elementów komputera przed uszkodzeniami mechanicznymi, jak i zapewnienie spójnej organizacji podzespołów oraz ich prawidłowej wentylacji. Obudowa powinna także umożliwiać łatwy montaż i wymianę części komputera, oraz jego rozbudowę.

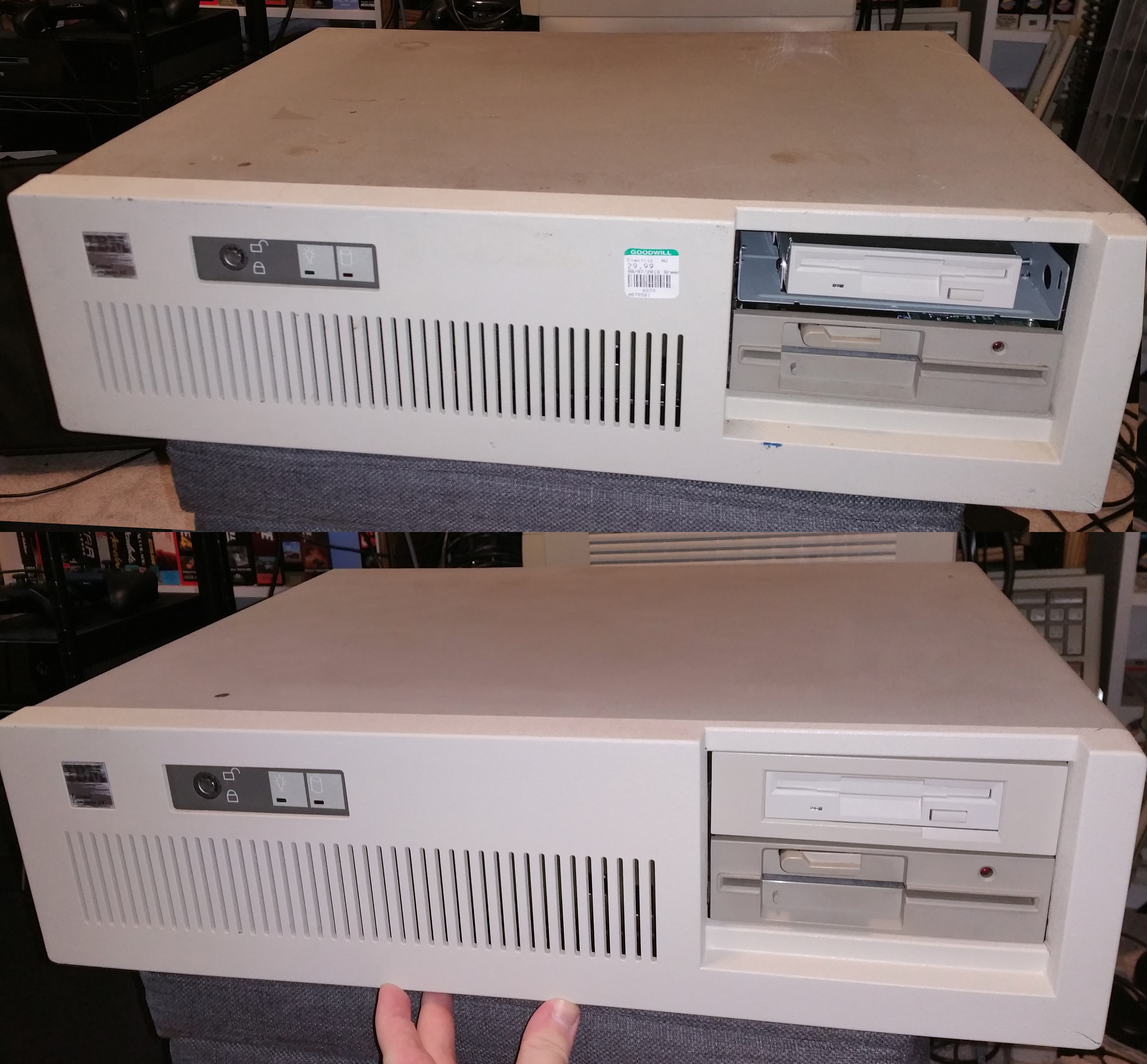
Desktop IBM AT
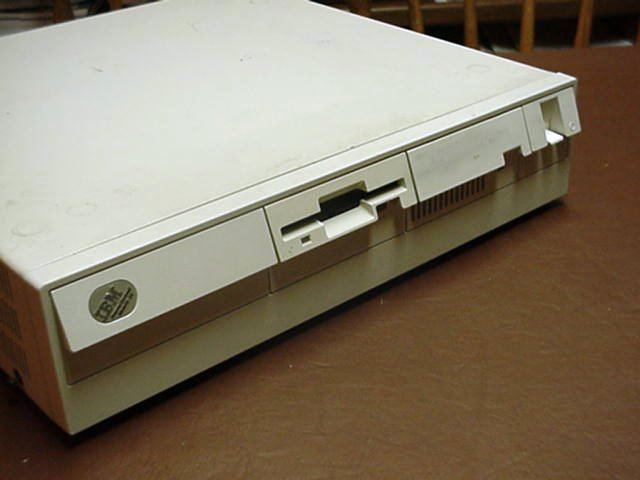
Desktop IBM PS/2
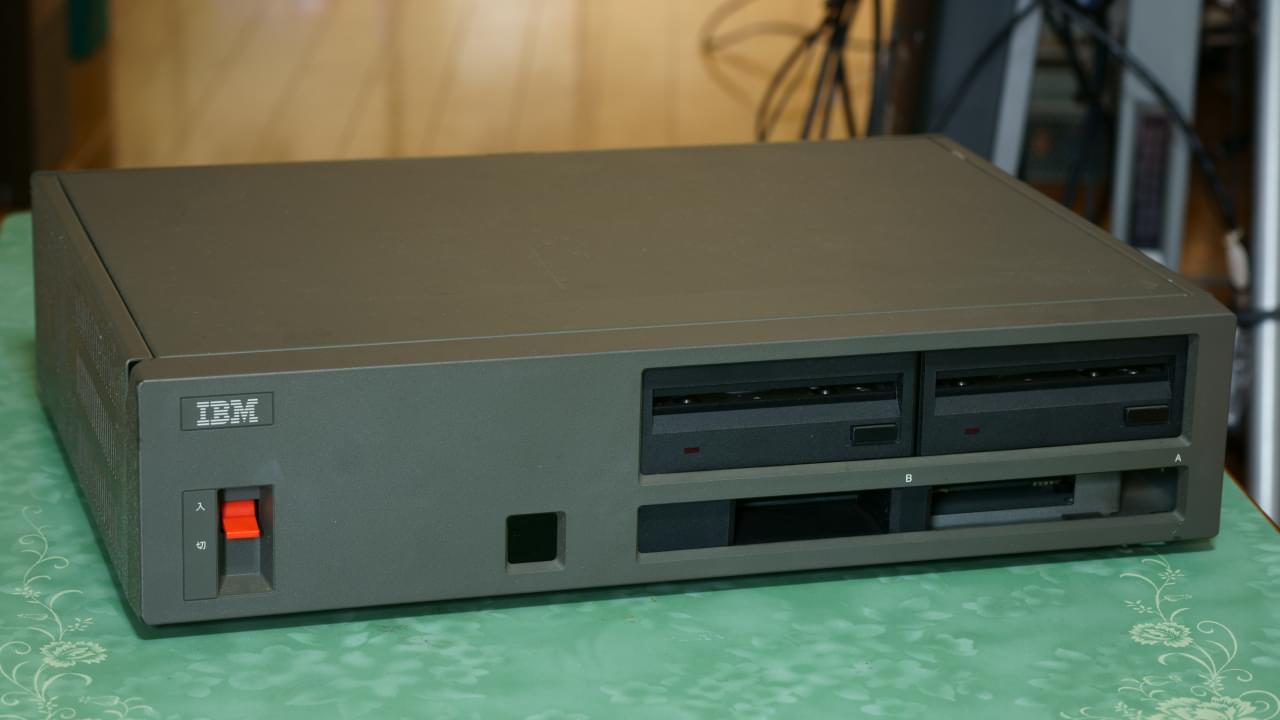
Desktop
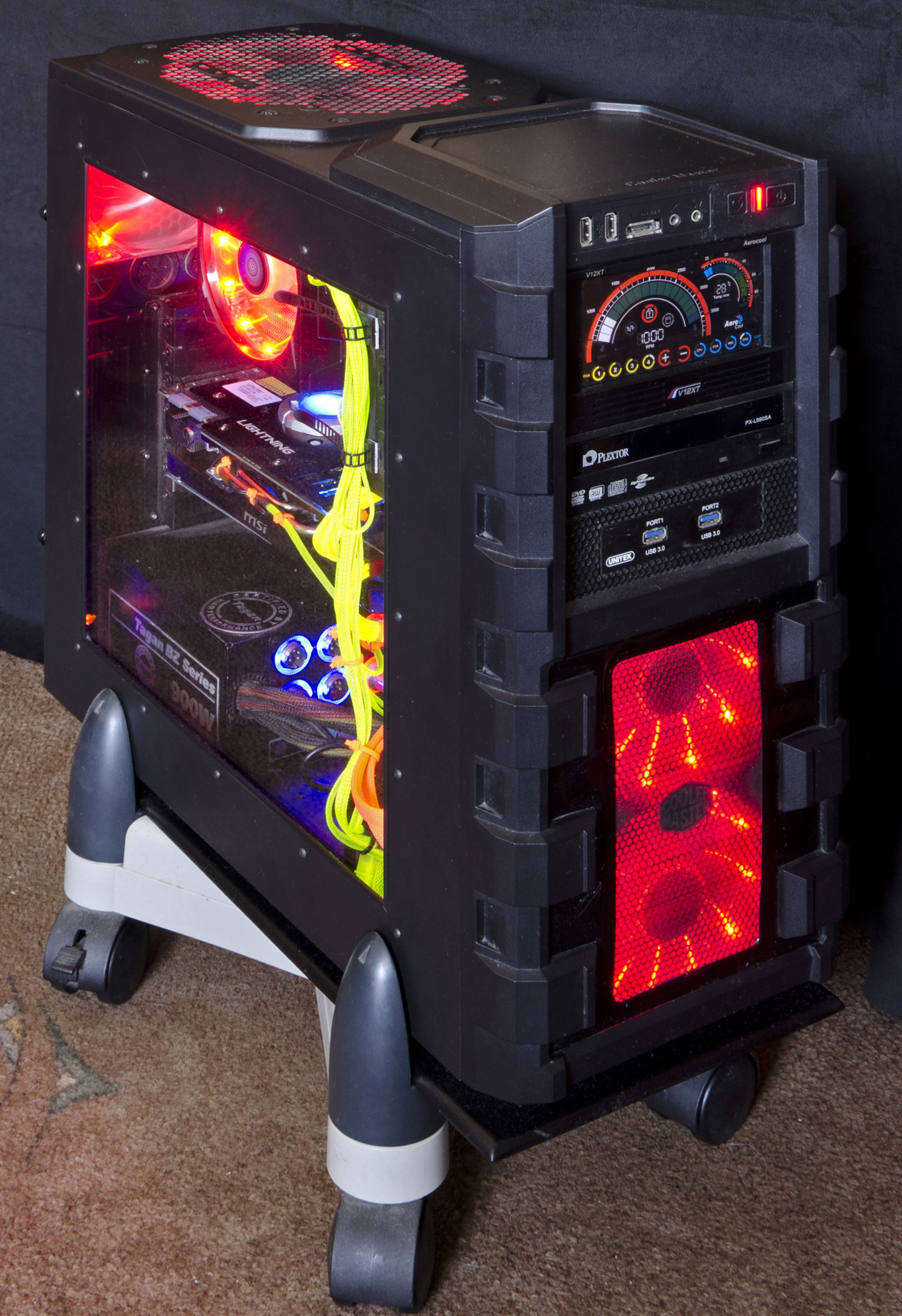
Wieża Cooler Master HAF912 Plus
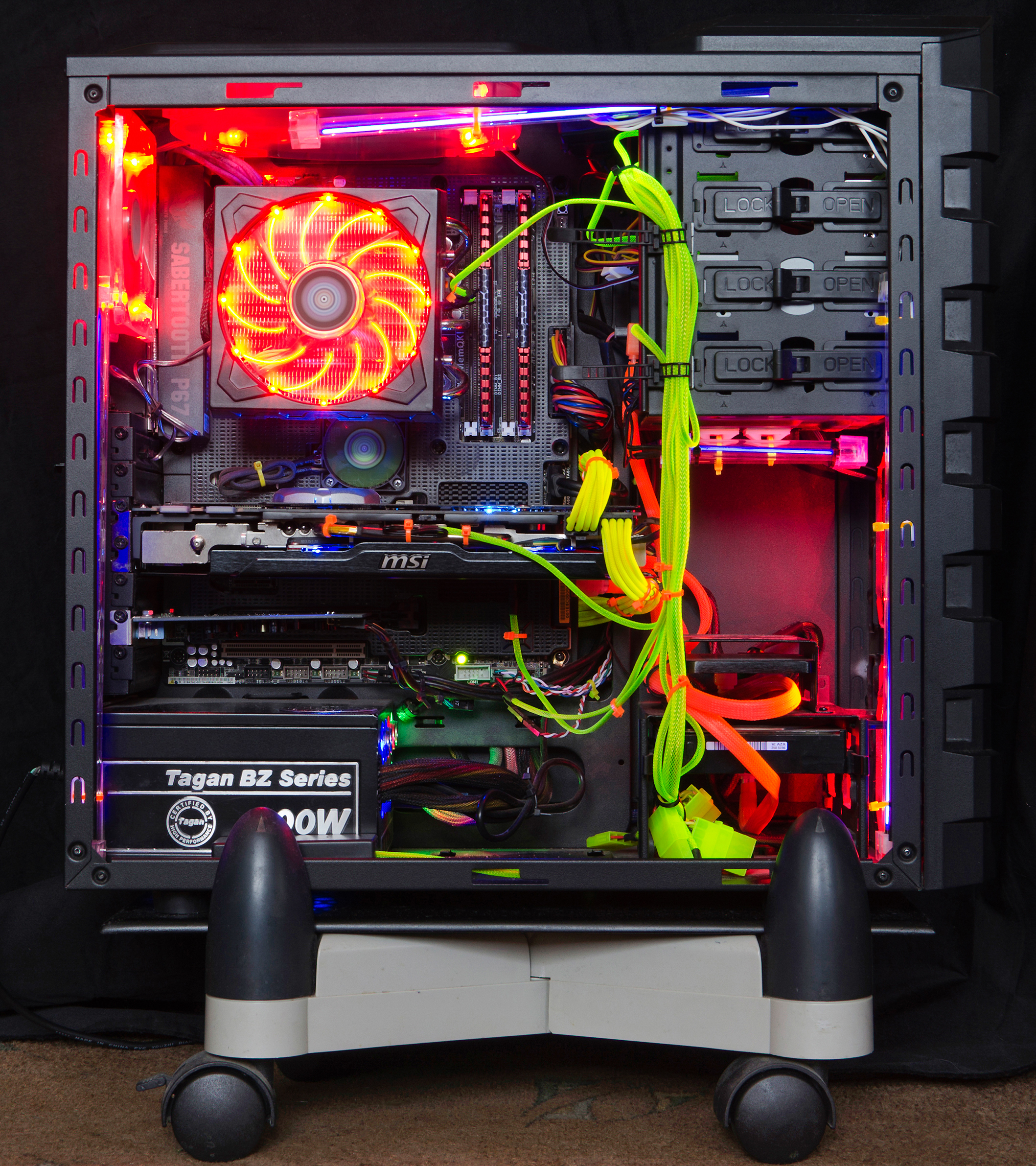
Ta sama obudowa z boku, ze zdjętym panelem bocznym
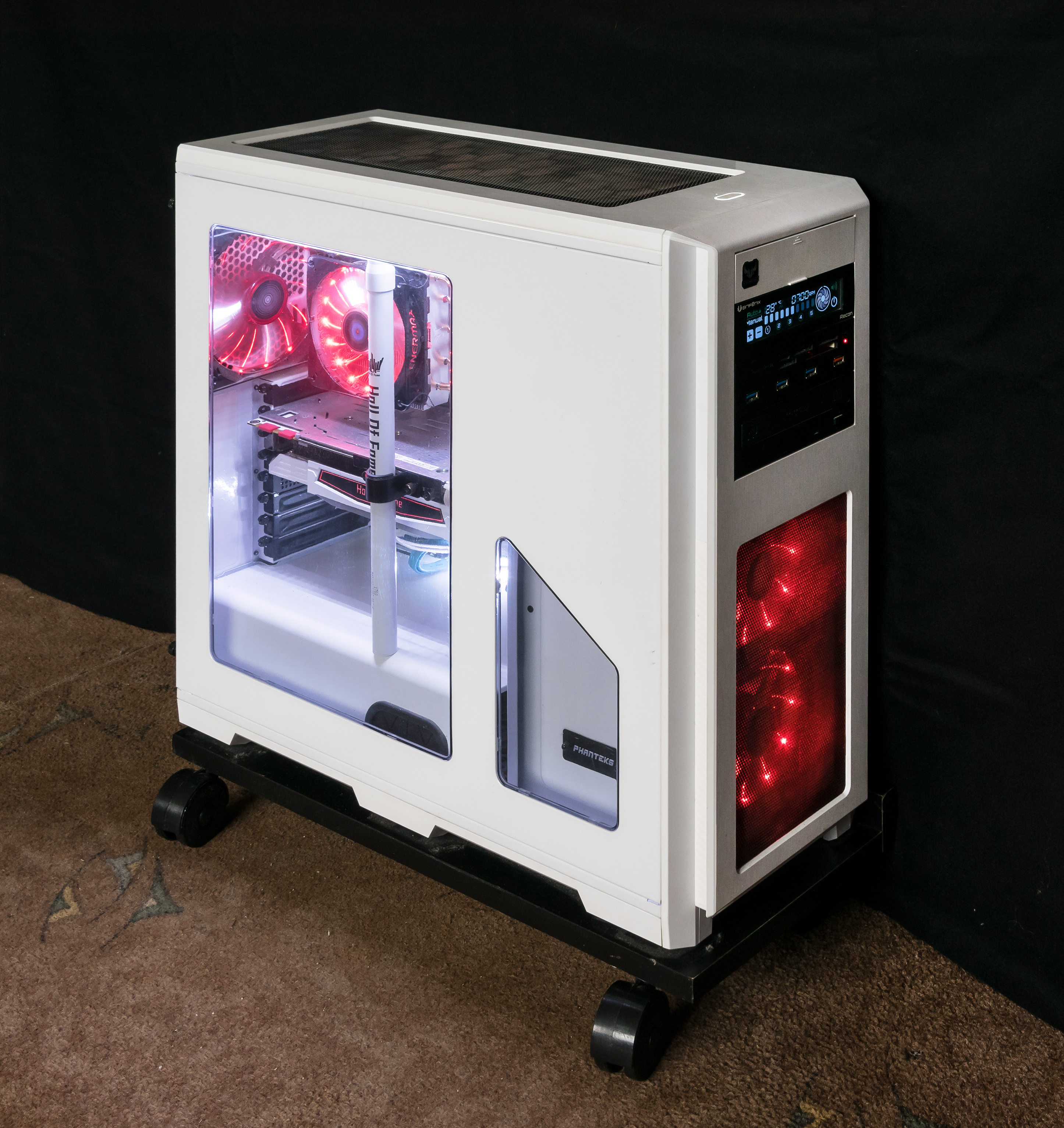
Obudowa Phanteks Enthoo Pro
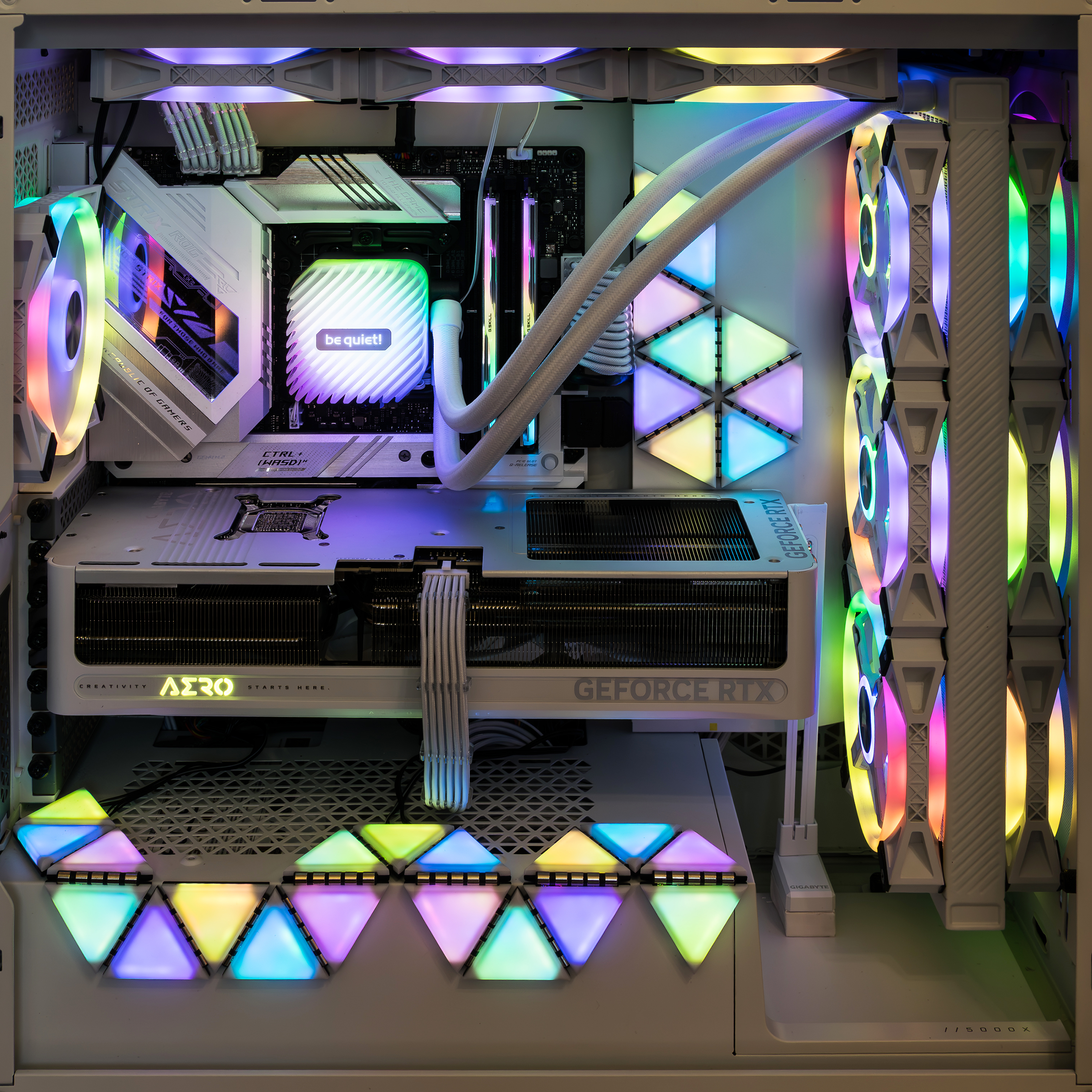
Wnętrze obudowy Corsair iCUE 5000X RGB QL Edition

## Wygląd
Przez długi czas wszystkie obudowy komputerów były podobne – były koloru beżowego i miały prostą stylistykę. Rewolucyjną zmianę w tym zakresie spowodowała w roku 1998 premiera komputera iMac, który prezentował całkowicie nowe podejście do projektowania obudowy komputera, zarówno na polu stylistyki, jak i ergonomii. Wśród wielu nowości w wyglądzie można wymienić umieszczony w górnej części obudowy uchwyt służący przenoszeniu komputera oraz zastosowanie jednakowej, atrakcyjnej kolorystyki, dla obudowy oraz myszy i klawiatury. Także inne peryferia komputerowe firmy Apple są od tego czasu produkowane według takiego wzornictwa. Od tej pory wytwórcy komputerów osobistych prowadzą próby poprawy wyglądu i ergonomii obudowy komputera, najczęściej poprzez nadawanie jej nowoczesnych kształtów, stosowanie atrakcyjnych wizualnie materiałów (np. kolorowe lub przezroczyste tworzywa sztuczne oraz aluminium). Kolejny przełom we wzornictwie obudów komputerowych nastąpił w roku 2001 wraz z nową wersja iMaca, gdzie jednostka centralna ma postać małej półkuli z obrotowym ramieniem zakończonym wyświetlaczem LCD.